# 荃灣

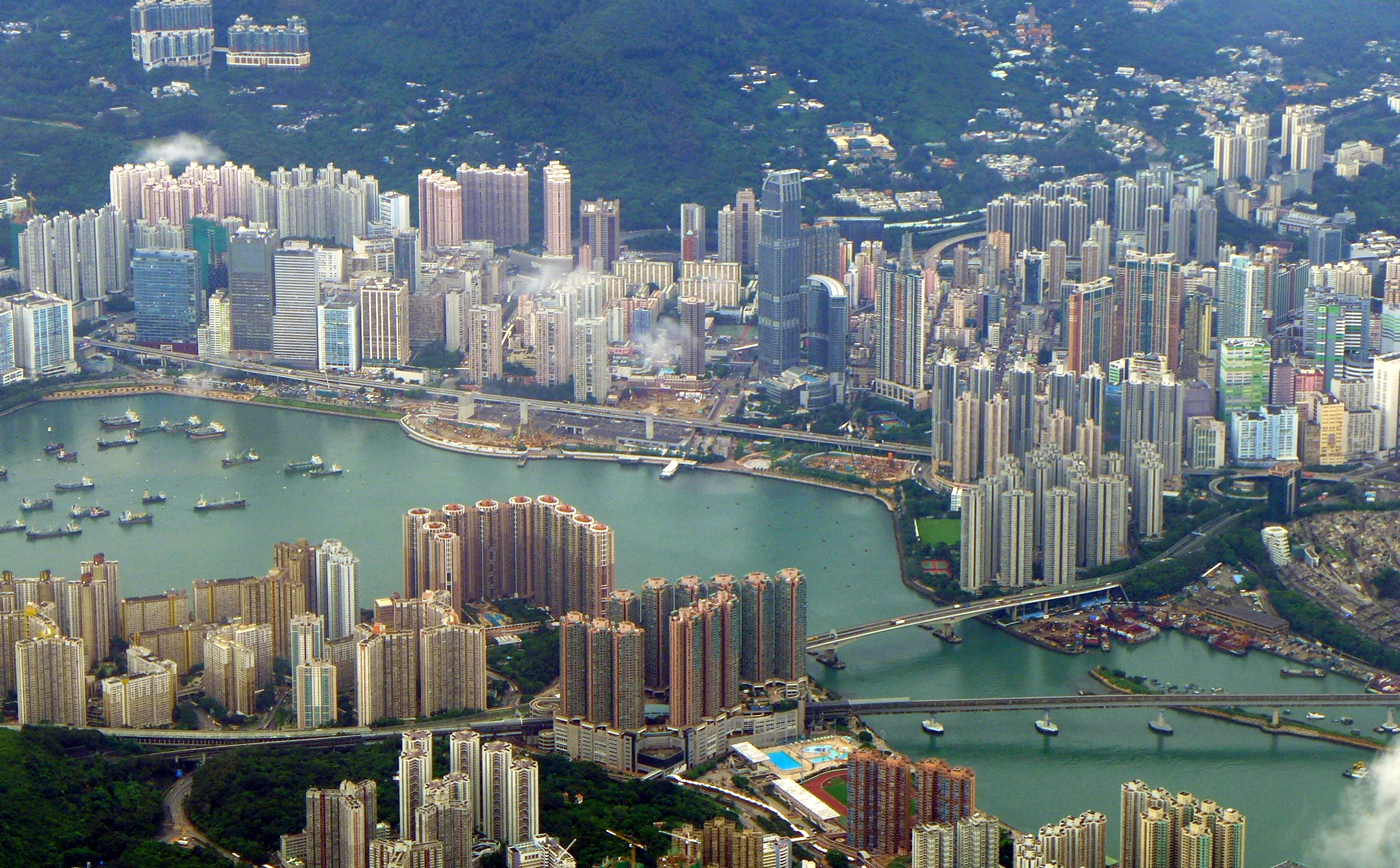
鳥瞰荃灣，下半部為青衣島隔海相望，攝於2014年6月

荃灣（英語：Tsuen Wan）位於香港新界西南荃灣區，位於規劃署定義的香港都會區（香港市區）範圍之內。

## 簡史
據前香港市政局出版的《香港文物》，荃灣柴灣角街等地曾發掘到漢代文物。
荃灣，古稱淺灣、全灣，據說因此地海灣水淺而得名，但因名字有「龍游淺水遭蝦戲」此一不祥之意而改名（但名字有同一意思的淺水灣卻沒有改名）。淺灣亦屢見於宋朝、明朝和清朝的地圖和文獻，包括填海錄，厓山集，宋史新編，南宋史和新安縣志等。《粵大記》中淺灣的記載在「葵涌」以西。
南宋景炎二年（1277年）九月，元將蒙固岱、索多、蒲壽庚及劉深，以舟師下海追二王，一路追擊至官富場。宋端宗一行由古瑾撤退至「廣之淺灣」，當時樞密使張世傑亦帥師入援。元兵緊追不捨，到了十一月,「元將劉深攻帝於淺灣，張世傑戰不利，奉帝走秀山（今東莞虎門），至井澳。」當中一名曹姓大臣在橫過水潭時不慎滑倒溺斃，後人便將該潭命名為曹公潭以作紀念。在元兵追擊宋室的過程中，相傳鄉民對宋室盡忠，曾於今日的荃灣城門谷一帶修築石牆為城，以助張世傑抵禦元兵，因有城門此稱。
清初，清朝追擊南明至荃灣，城門谷有南明李萬榮擁永曆年號，據針山石城抗清。雖然最後戰敗被拆，但今日的城門村、城門水塘以至城門河皆是以此得名。明末清初，荃灣已改名為荃灣約。後來有人改寫成全灣約，如新安縣志等。
荃灣舊時因海盜猖獗，曾稱為賊灣。而荃灣近藍巴勒海峽一帶，舊稱三百錢，因傳說經過該地時，需給三百過路錢，也是因為這些原因，加上商船到這水域在退潮時常常擱淺，還有當時還沒開發，商人必死無疑，所以對客家商人的忠告是“發達去金山，要死來荃灣”，這說法一直流傳到第二次世界大戰後，因為荃灣的水源來自大帽山的泉水，但山坑佈滿有毒的馬錢草，加上瘧蚊為患，令居民腹瀉，發冷。
清朝秀才楊國瑞是向香港政府提議統一以「荃灣」為名者。
第二次世界大戰前，荃灣以捕魚和耕種為主，西洋菜田眾多。1954年時的人口僅有四萬人口。
1950年代，荃灣已經是香港紡織業中心，全港最大的紗廠和染廠也坐落荃灣，後來更帶動輕工業的發展，在大帽山下也有多家山寨廠（與仿造文化沒有關聯）。1960年，政府安置大嶼山石壁被建造石壁水塘而失所的居民。石壁新村至今依然在荃灣。1961年，港府刊憲宣布把荃灣發展成為新界第一個衞星城市，當時範圍遠至附近的青衣島、葵涌、荔景一帶。 1962年，新市鎮成雛形後，卻因荃灣被視為新界地區，即使與九龍打電話也歸類為長途電話。

## 地理
荃灣位於大帽山以南，東南面向藍巴勒海峽，為青衣島對岸，後借用作鄰近地方的名字。1950年代，荃灣面積約0.5平方公里（只計荃灣市中心）。當時荃灣西部（柴灣角至木棉下一帶）的海岸線是在青山公路，而東部（木棉下至鹹田一帶）的海岸線則約在沙咀道。填海之前，荃灣有一個海角名，名為沙咀，海壩村舊址、鱟地坊、大屋圍、部分福來邨也是在此海角之上。
港英政府為了發展荃灣，1950年代起在荃灣大規模填海，首次填海令柴灣角消失。荃灣的海岸線亦移至海盛路及楊屋道。1980年代，介乎德士古道及馬頭壩道之海域亦被填為陸地。
1990年代為了興建九廣西鐵（今屯馬綫）的荃灣西站，快速公路荃灣路以西海旁，再次進行填海，多次填海令荃灣的海岸線拉直，藍巴勒海峽再度收窄，成為現今的模樣。
時至今日，荃灣之版圖得以擴張。根據規劃署之法定圖則，「荃灣」廣義上由東面的和宜合道近梨木樹邨起，西伸至油柑頭一帶，而汀九以西至青龍頭一帶則為荃灣西地區，而兩者同屬十八區行政區之中的荃灣區。

## 年表

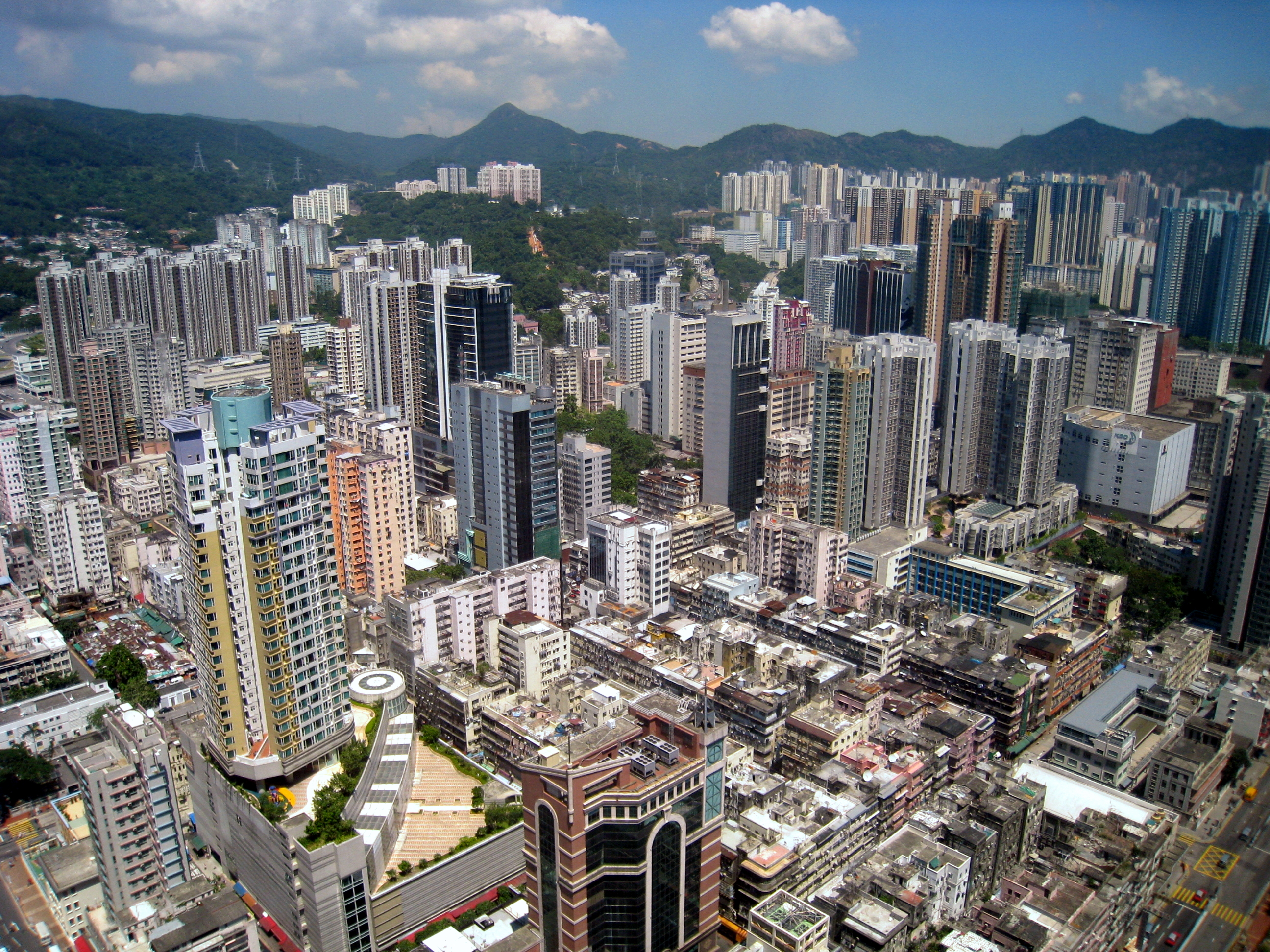
荃灣建築群

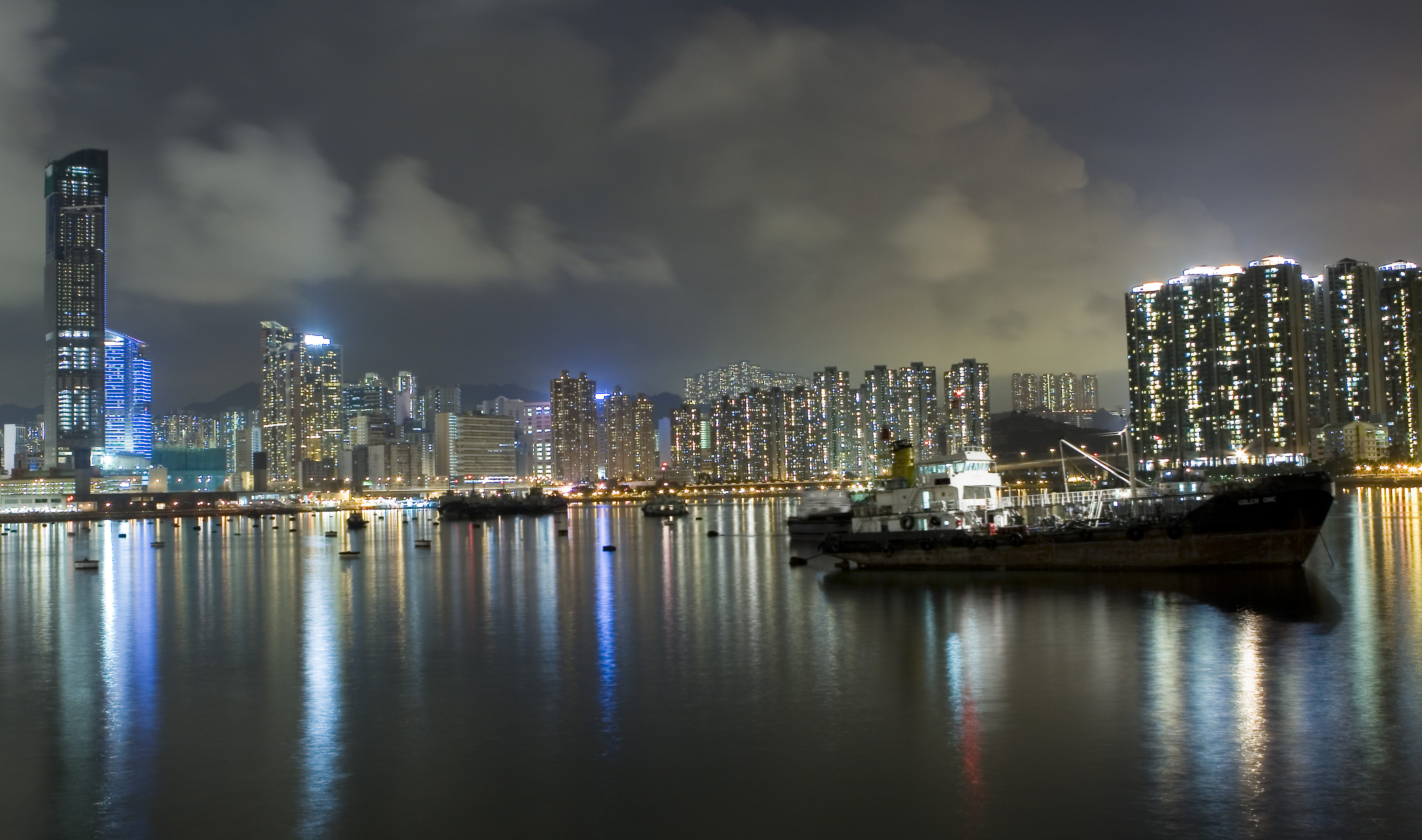
荃灣夜景

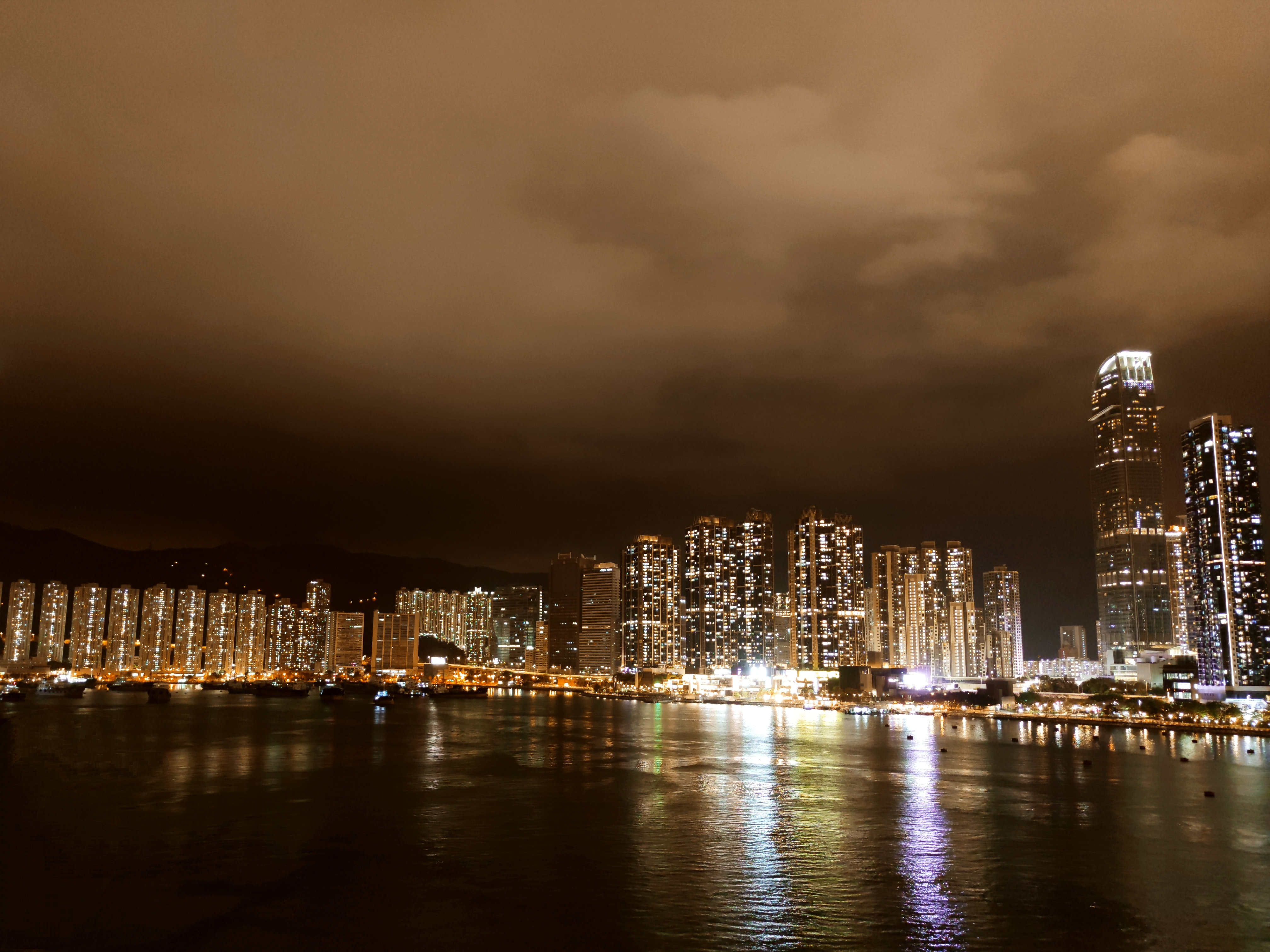
荃灣夜景（2021年）

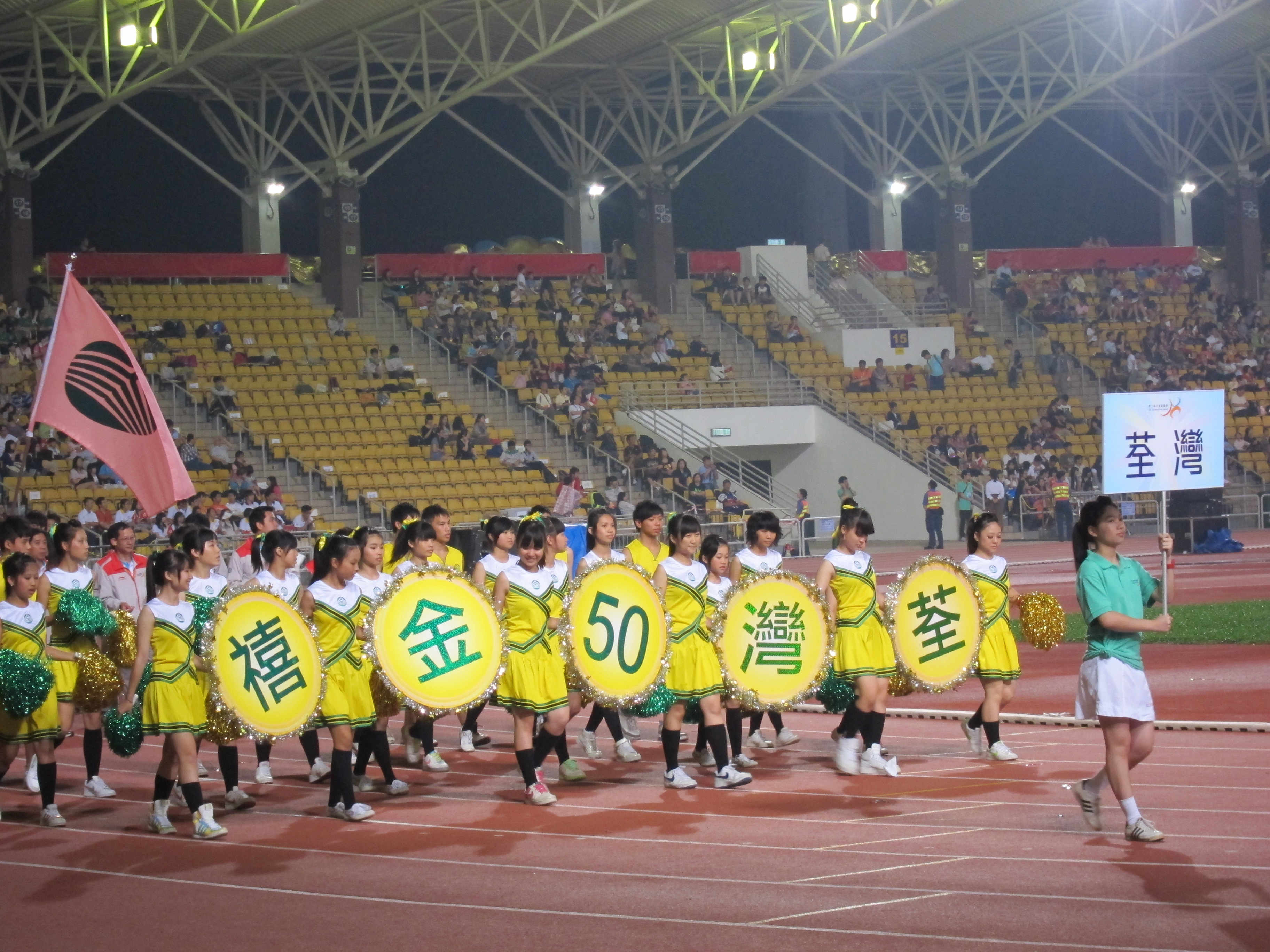
2011年全港運動會開幕典禮中，啦啦隊以「荃灣50金禧」為題表演

- 荃灣古稱為「淺灣」，據說是因該處海灣水淺而得名。「淺灣」一名亦屢見於明朝和清朝的地圖和文獻，包括新安縣志等。
- 荃灣於宋朝或之前已有人聚居（當中柴湾角曾發現新石器時代及東漢文物）。
- 荃灣也是傳統上講客家話的地方，因荃灣的原居民村落主要是講客家話的客家民系村落。
- 秦至東晉初年，今天的荃灣地區轄於南海郡番禺縣。
- 東晉咸和六年（331年），設寶安縣，轄地包括今天的荃灣和葵青地區。
- 南宋景炎二年九月（1277年），宋端宗的流亡朝廷從官富場逃到淺灣，同年十一月元將劉深襲淺灣，朝廷被逼再逃亡。當地居民曾於荃灣北部的城門谷建石城抵抗劉深。[3]
- 明朝萬曆元年（1573年），新安縣設立，轄地包括今天的荃灣和葵青地區。
- 南明永曆年間，參將李萬榮曾於荃灣北部的城門谷至針山一帶建石城抗清。[3]
- 清初時，荃灣曾經有多個名稱，包括「淺灣」、「荃灣約」、「全灣約」和「全灣」。
- 清康熙8年（1669年），遷界令一度放寬時，大批操客家話的客家人遷入新安縣，其包括今天的荃灣，並沿青山道成立大約26個村落，其中最早建立的有老圍村。
- 清乾隆51年（1786年），三棟屋由陳姓客家人在廣東的支系所建立，成為香港最古老的圍村之一。海壩是區內另一條較大型和知名的客家原居民村落，為一雜姓村，建於18世紀至19世紀。
- 1898年，清政府和英國簽訂展拓香港界址專條，將深圳河以南一帶納入英國殖民地，荃灣便脫離新安縣轄地，成為香港的範圍。英國租借「新界」後，把新界分成「八約」管治，當時荃灣屬於「九龍約」。
- 19世紀末，當時約有3,000人的荃灣分為4個「約」：海壩、葵涌、青衣及石圍角，4約首領組成「荃灣全安局」（荃灣鄉事委員會前身），維持荃灣地區的治安。
- 1906年，政府開始成立理民府制度來管治新界，把新界分成南北兩約，荃灣以北之地歸北約，荃灣則屬南約。
- 1941年12月，日本領佔香港，荃灣被歸入九龍，自成一區稱為荃灣區。
- 1948年，立法局通過《新界行政法例》，荃灣再次歸入南約管轄。
- 1950年代，由於中華人民共和國的建立引來大量的中國大陸居民湧入香港，與此同時引入大量資金、技術及廉價勞工，荃灣亦在德士古道、楊屋道及柴灣角一帶興建多間工廠，令當時的荃灣工業發展蓬勃，有「小曼徹斯特城」、「東方曼徹斯特」之稱。[6]
- 1959年，由香港房屋協會興建的荃灣區首個公共屋邨—四季大廈正式入伙。
- 約1960年代，荃灣運動場開幕，為區內首個有田徑運動場的體育場地。
- 1961年，政府正式刊憲，發展新界首個新市鎮—荃灣新市鎮，而進行填海計劃。
- 1961年，當時仍屬荃灣區的大窩口邨落成，是當時區內首個徙置區，也是今天葵青區的首個徙置區。
- 1962年 , 龍華戲院開幕。
- 1963年，福來邨落成，是香港屋宇建設委員會興建的十個廉租屋邨之一，亦是荃灣區首個廉租屋邨。
- 1964年，同為房協興建的出租屋邨—寶石大廈及滿樂大廈落成。
- 1966年，從南約獨立出來，成立荃灣區，並由荃灣理民府管轄。
- 1973年，香港政府通過荃灣發展計劃，並將進行大規模填海工程，興建多個公共屋邨及基本建設。仁濟醫院啟用。
- 1974年，荃灣公共圖書館啟用。
- 1977年，政府宣佈在新界成立不同地區的諮詢委員會，在荃灣設立「荃灣地區諮詢委員會」，為荃灣區議會前身。
- 1978年，區內第一個大型私人屋苑荃威花園開始入伙。
- 1980年，荃灣大會堂啟用，成為香港第三個大會堂。
- 1981年，荃灣區議會成立。屯門公路深井段通車。
- 1982年，地鐵（現稱港鐵）荃灣綫於5月10日正式投入服務，並取代觀塘綫直通尖沙咀站及中環站而成為主線。
- 1983年，連接屯門藍地及荃灣柴灣角的屯門公路全線通車。
- 1985年，葵涌及青衣區議會成立，葵涌及青衣正式脫離荃灣區。
- 1987年，三棟屋博物館完成修建工程，加設了博物館設施，供市民免費參觀，同年2月11日，城門隧道動工興建。
- 1990年4月20日，連接沙田和荃灣的城門隧道通車，至今仍為新界的最主要隧道，除龍運巴士E43線外，往返新界和機場的巴士都會途經城門隧道、象鼻山路和德士古道前往青衣和機場，而非青沙公路。
- 1991年，荃灣海濱公園啟用。
- 1992年，荃灣廣場落成。
- 1995年，區域市政局宣布區內泳灘受到污染，不宜游泳。
- 1996年，德華公園展覽廳正式啟用。
- 1997年，城門谷公園啟用。
- 1998年，香港國際機場及大欖隧道落成啟用，由於鄰近機場和大欖隧道而間接加速荃灣的發展。愉景新城建成。楊屋道球場關閉。
- 2000年7月，荃灣經青衣到中環的小輪航綫，因客量少而停辦。
- 2003年，九廣西鐵（今屯馬綫）荃灣西站通車。
- 2005年，香港迪士尼樂園落成，地產商紛紛將多項高級酒店及住宅項目亦選擇區內興建，同年港鐵欣澳站啟用，使愉景灣居民更快直達各區。
- 2007年，如心廣場建成，是當時全香港第五高的樓宇。現時則是全香港第六高樓，但仍保持著全新界第一高樓的位置。
- 2008年7月31日，荃新天地開幕。同年10月，如心廣場商場對外開放。
- 2009年11月底，「荃灣行人天橋網絡擴充計劃」[7]動工，連接港鐵荃灣西站及荃灣站一帶的行人天橋網絡，並延伸至荃灣東部關門口街及至西部的大涌道，2013年中啟用，成為全港規模最大及最長的行人天橋系統。
- 2011年9月16日 政府慶祝荃灣新市鎮成立50週年，在藍巴勒海峽舉行了歷時20分鐘的煙火匯演。
- 2012年2月7日，鱟地坊露天小販市場最後一天營業，後於暑假期間拆卸重建，經重新規劃成有蓋的「鱟地坊小販市場」，於2013年啟用。但因使用率不足而被傳媒批評為浪費公帑[8]。
- 2018年7月28日，南豐紗廠 The Mills六廠紡織文化藝術館（CHAT六廠）首次對外開放。同年10月11日荃灣體育館啟用。
- 2019年，海之戀及全·城滙落成。

## 氣候
| 荃灣可觀 (2007–2025) | 荃灣可觀 (2007–2025) | 荃灣可觀 (2007–2025) | 荃灣可觀 (2007–2025) | 荃灣可觀 (2007–2025) | 荃灣可觀 (2007–2025) | 荃灣可觀 (2007–2025) | 荃灣可觀 (2007–2025) | 荃灣可觀 (2007–2025) | 荃灣可觀 (2007–2025) | 荃灣可觀 (2007–2025) | 荃灣可觀 (2007–2025) | 荃灣可觀 (2007–2025) | 荃灣可觀 (2007–2025) |
| 月份                 | 1月                  | 2月                  | 3月                  | 4月                  | 5月                  | 6月                  | 7月                  | 8月                  | 9月                  | 10月                 | 11月                 | 12月                 | 全年                 |
| -------------------- | -------------------- | -------------------- | -------------------- | -------------------- | -------------------- | -------------------- | -------------------- | -------------------- | -------------------- | -------------------- | -------------------- | -------------------- | -------------------- |
| 历史最高温 °C（°F）  | 27.0 (80.6)          | 28.6 (83.5)          | 30.0 (86.0)          | 32.1 (89.8)          | 34.4 (93.9)          | 33.8 (92.8)          | 35.7 (96.3)          | 35.3 (95.5)          | 35.2 (95.4)          | 32.5 (90.5)          | 30.6 (87.1)          | 29.4 (84.9)          | 35.7 (96.3)          |
| 平均高温 °C（°F）    | 19.6 (67.3)          | 20.4 (68.7)          | 22.9 (73.2)          | 25.5 (77.9)          | 28.1 (82.6)          | 29.7 (85.5)          | 30.6 (87.1)          | 30.5 (86.9)          | 30.2 (86.4)          | 28.0 (82.4)          | 24.9 (76.8)          | 20.6 (69.1)          | 25.8 (78.4)          |
| 日均气温 °C（°F）    | 15.3 (59.5)          | 16.5 (61.7)          | 19.3 (66.7)          | 21.4 (70.5)          | 25.2 (77.4)          | 27.1 (80.8)          | 27.6 (81.7)          | 27.4 (81.3)          | 26.8 (80.2)          | 24.3 (75.7)          | 20.9 (69.6)          | 16.5 (61.7)          | 22.3 (72.1)          |
| 平均低温 °C（°F）    | 12.3 (54.1)          | 13.9 (57.0)          | 16.7 (62.1)          | 19.8 (67.6)          | 23.0 (73.4)          | 25.2 (77.4)          | 25.4 (77.7)          | 25.1 (77.2)          | 24.4 (75.9)          | 21.9 (71.4)          | 18.1 (64.6)          | 13.5 (56.3)          | 19.8 (67.6)          |
| 历史最低温 °C（°F）  | 1.0 (33.8)           | 4.3 (39.7)           | 5.4 (41.7)           | 10.1 (50.2)          | 14.6 (58.3)          | 19.3 (66.7)          | 22.6 (72.7)          | 20.4 (68.7)          | 19.2 (66.6)          | 13.3 (55.9)          | 6.6 (43.9)           | 2.9 (37.2)           | 1.0 (33.8)           |
| 来源：香港天文台     |                      |                      |                      |                      |                      |                      |                      |                      |                      |                      |                      |                      |                      |

| 荃灣城門谷 (2010-2025) | 荃灣城門谷 (2010-2025) | 荃灣城門谷 (2010-2025) | 荃灣城門谷 (2010-2025) | 荃灣城門谷 (2010-2025) | 荃灣城門谷 (2010-2025) | 荃灣城門谷 (2010-2025) | 荃灣城門谷 (2010-2025) | 荃灣城門谷 (2010-2025) | 荃灣城門谷 (2010-2025) | 荃灣城門谷 (2010-2025) | 荃灣城門谷 (2010-2025) | 荃灣城門谷 (2010-2025) | 荃灣城門谷 (2010-2025) |
| 月份                   | 1月                    | 2月                    | 3月                    | 4月                    | 5月                    | 6月                    | 7月                    | 8月                    | 9月                    | 10月                   | 11月                   | 12月                   | 全年                   |
| ---------------------- | ---------------------- | ---------------------- | ---------------------- | ---------------------- | ---------------------- | ---------------------- | ---------------------- | ---------------------- | ---------------------- | ---------------------- | ---------------------- | ---------------------- | ---------------------- |
| 历史最高温 °C（°F）    | 29.1 (84.4)            | 29.4 (84.9)            | 30.9 (87.6)            | 33.4 (92.1)            | 35.3 (95.5)            | 34.6 (94.3)            | 36.8 (98.2)            | 36.8 (98.2)            | 36.1 (97.0)            | 34.8 (94.6)            | 32.3 (90.1)            | 30.0 (86.0)            | 36.8 (98.2)            |
| 平均高温 °C（°F）      | 20.9 (69.6)            | 21.7 (71.1)            | 23.7 (74.7)            | 26.6 (79.9)            | 29.2 (84.6)            | 30.9 (87.6)            | 31.9 (89.4)            | 32.0 (89.6)            | 31.8 (89.2)            | 29.4 (84.9)            | 26.5 (79.7)            | 22.0 (71.6)            | 27.2 (81.0)            |
| 日均气温 °C（°F）      | 16.2 (61.2)            | 17.5 (63.5)            | 19.9 (67.8)            | 23.2 (73.8)            | 26.3 (79.3)            | 28.2 (82.8)            | 28.6 (83.5)            | 28.4 (83.1)            | 27.7 (81.9)            | 25.4 (77.7)            | 22.3 (72.1)            | 17.4 (63.3)            | 23.3 (73.9)            |
| 平均低温 °C（°F）      | 13.1 (55.6)            | 14.4 (57.9)            | 17.2 (63.0)            | 20.5 (68.9)            | 23.9 (75.0)            | 26.1 (79.0)            | 26.1 (79.0)            | 25.7 (78.3)            | 25.0 (77.0)            | 22.2 (72.0)            | 19.3 (66.7)            | 14.1 (57.4)            | 20.6 (69.1)            |
| 历史最低温 °C（°F）    | 2.3 (36.1)             | 4.4 (39.9)             | 7.8 (46.0)             | 11.3 (52.3)            | 15.2 (59.4)            | 22.0 (71.6)            | 23.3 (73.9)            | 21.5 (70.7)            | 19.8 (67.6)            | 16.2 (61.2)            | 10.2 (50.4)            | 2.2 (36.0)             | 2.2 (36.0)             |
| 来源：香港天文台       |                        |                        |                        |                        |                        |                        |                        |                        |                        |                        |                        |                        |                        |

## 市中心

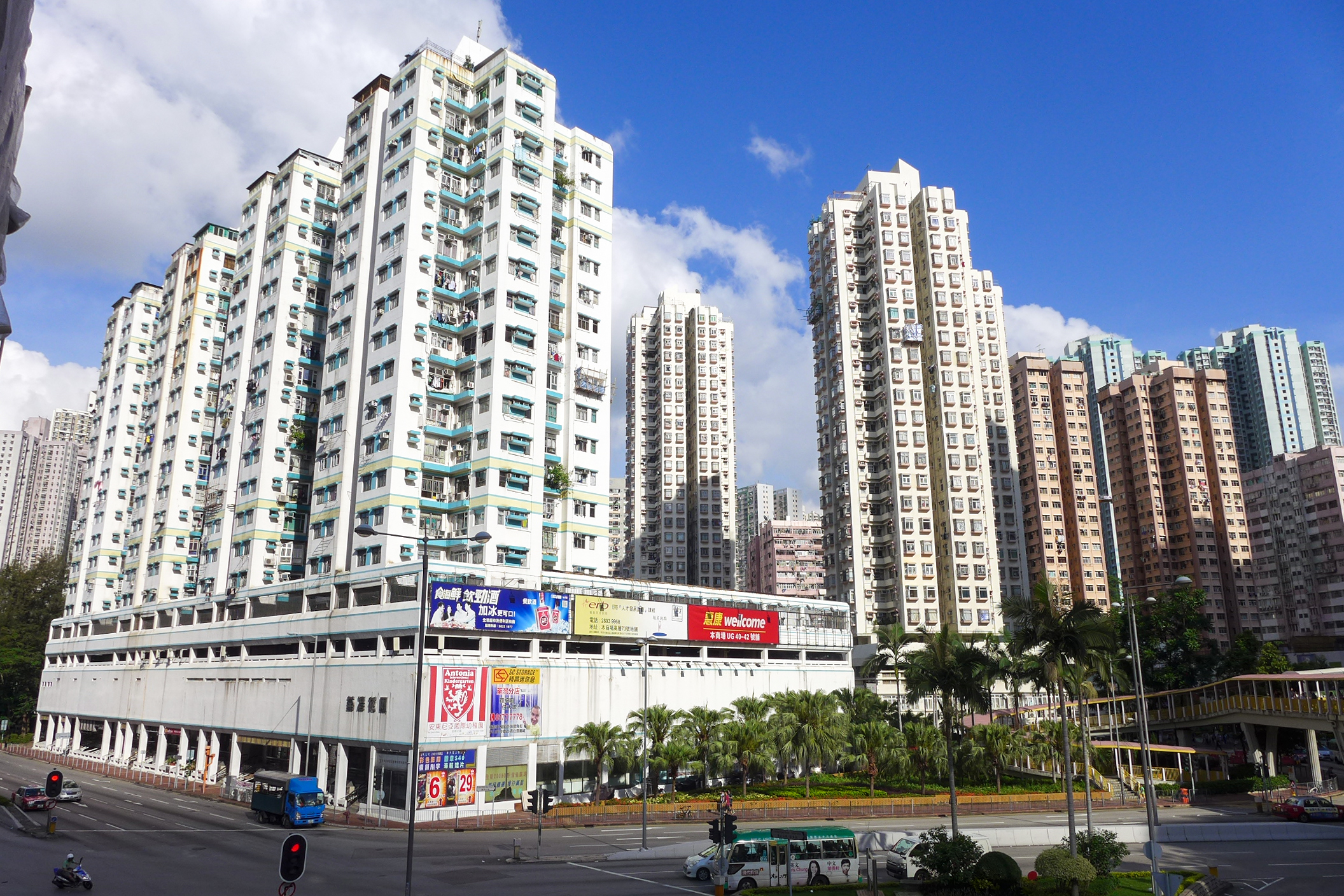
荃灣區的舊式私人住宅

荃灣與同為第一代新市鎮的沙田和屯門般規劃有固定的「市中心」地帶不一樣。市中心範圍大約在港鐵荃灣站範圍，大涌道以東、海盛路及楊屋道以北、關門口街以西及青山公路荃灣段以南一帶。最重要的公共設施都在市中心範圍；荃灣政府合署位於荃灣站巴士總站旁、荃灣大會堂和沙咀道遊樂場等都在大河道旁邊，而大河道亦是連接幾個重要交通設施荃灣站和荃灣西站的道路；至於主要商業區，川龍街和眾安街一帶由於以售賣金飾店成行成市而得名「荃灣珠寶金飾坊」，此外還有鱟地坊的小販市場；以及後來的大型商場和商業大廈如荃灣廣場、如心廣場、荃新天地、有線電視大樓等。交通設施有地鐵港鐵荃灣站、大型巴士總站、公共小巴等。新市鎮開發早期，連青衣、葵涌徙置區居民的購物、商業和娛樂活動都是在荃灣市中心。

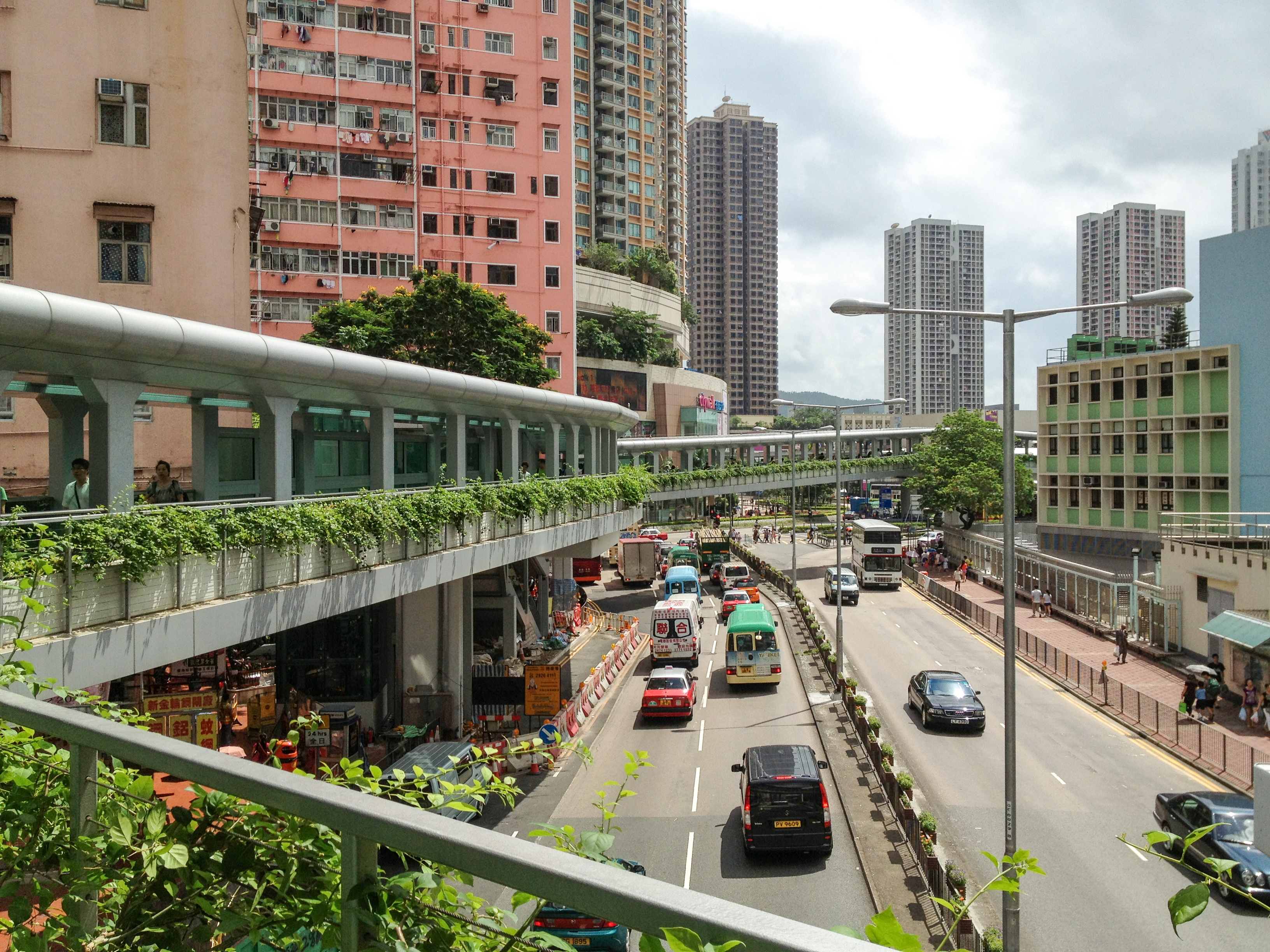
荃灣有43條行人天橋，其龐大的行人天橋網絡，可接通20個大小商場，近年被稱為「天空之城」
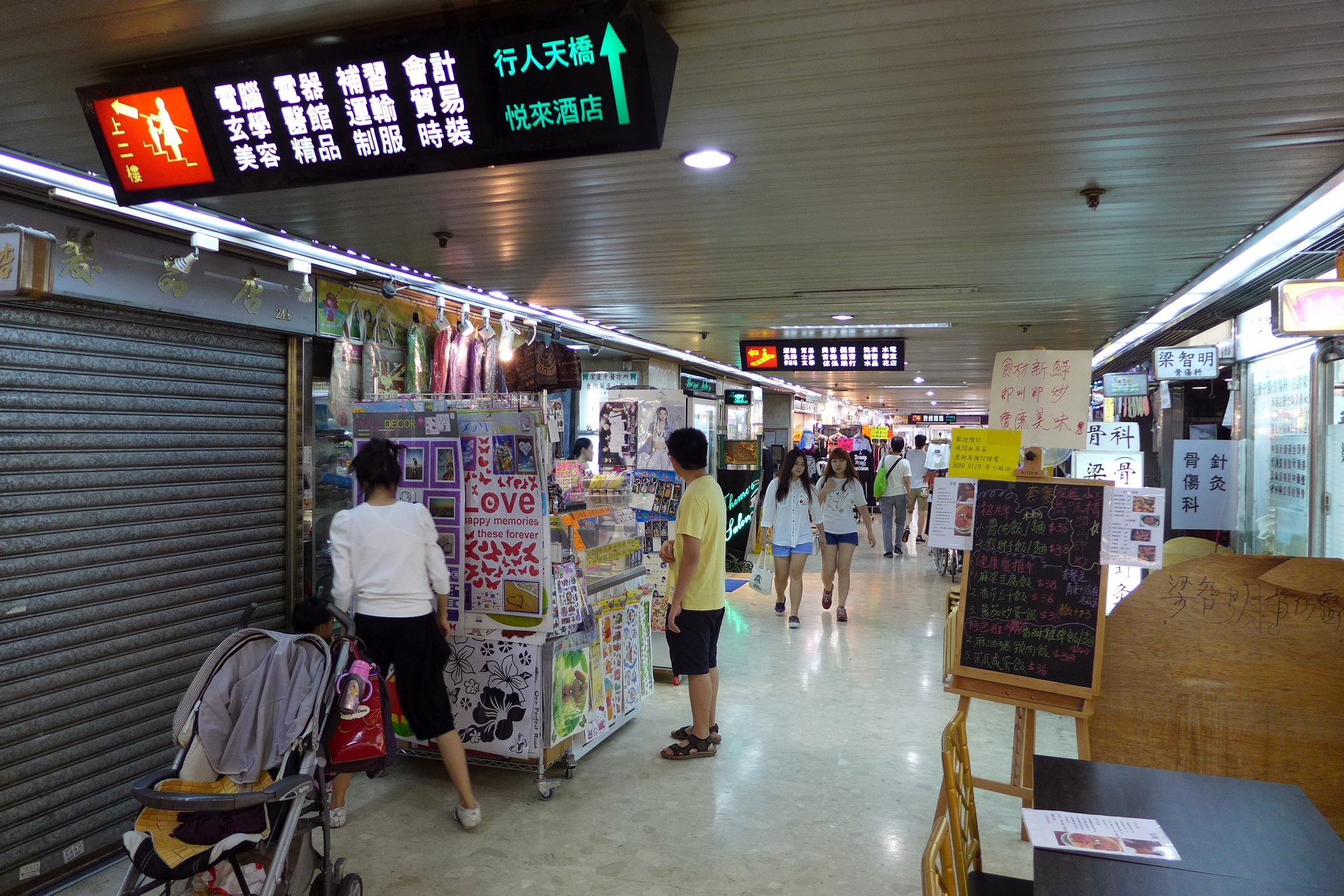
荃灣是「商場之城」，有不少小型商場成為年青人和外籍家庭傭工流連的地方，圖為荃昌中心
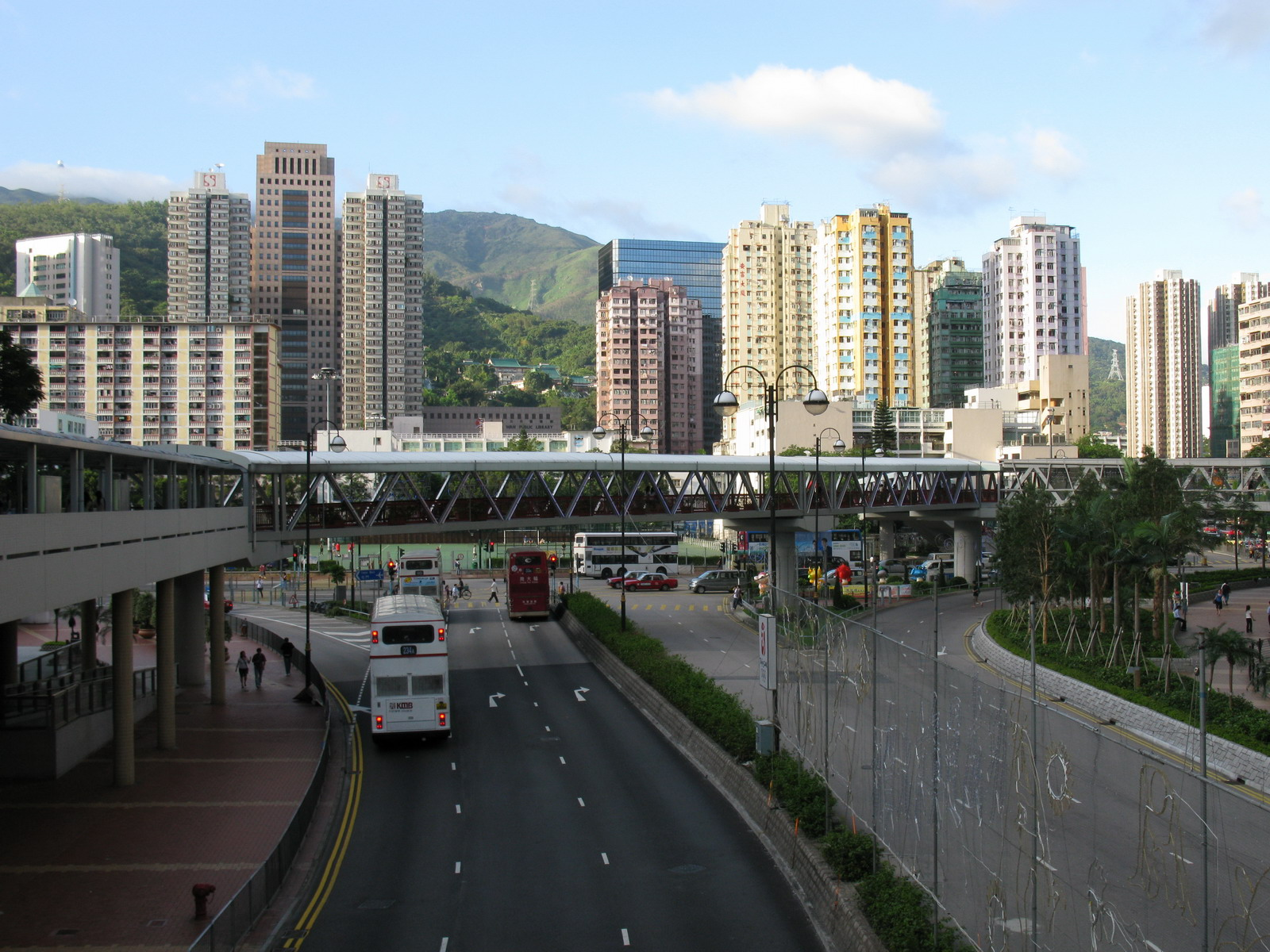
荃灣大河道一帶，可見的主要公共設施有荃灣大會堂、遠處的荃灣政府合署（連荃灣公共圖書館）
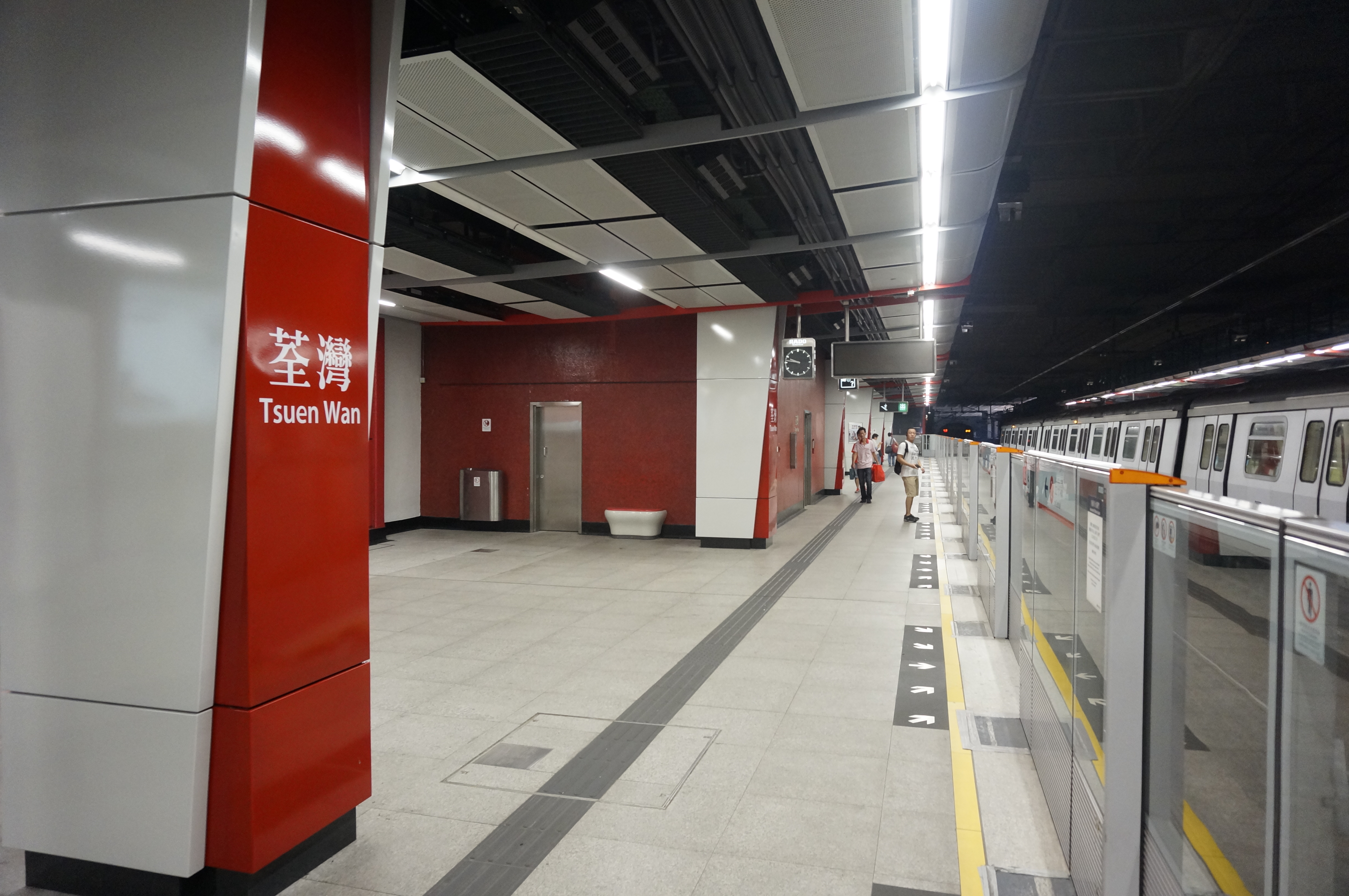
港鐵荃灣站，是區內最主要車站

## 交通
荃灣是港鐵荃灣綫的終點站，荃灣站附近設有荃灣鐵路站巴士總站，站內有多條往來新界西北的巴士路線，並有往深井及青龍頭的專線小巴路線。在汀九橋及九廣西鐵（今屯馬綫）開通前，荃灣是九龍往來新界西北的必經之路，荃灣站及巴士總站每天都有大量轉乘地鐵及巴士往來屯門及元朗的乘客。

## 街道
荃灣新市鎮發展時，區內多條街道均以當時鄰近的地名或村落名稱命名，如沙咀道、川龍街等，當中部分地名今天已消失，這些街道名稱遂成為荃灣發展重要的歷史見証。以下為這些街道的資料：

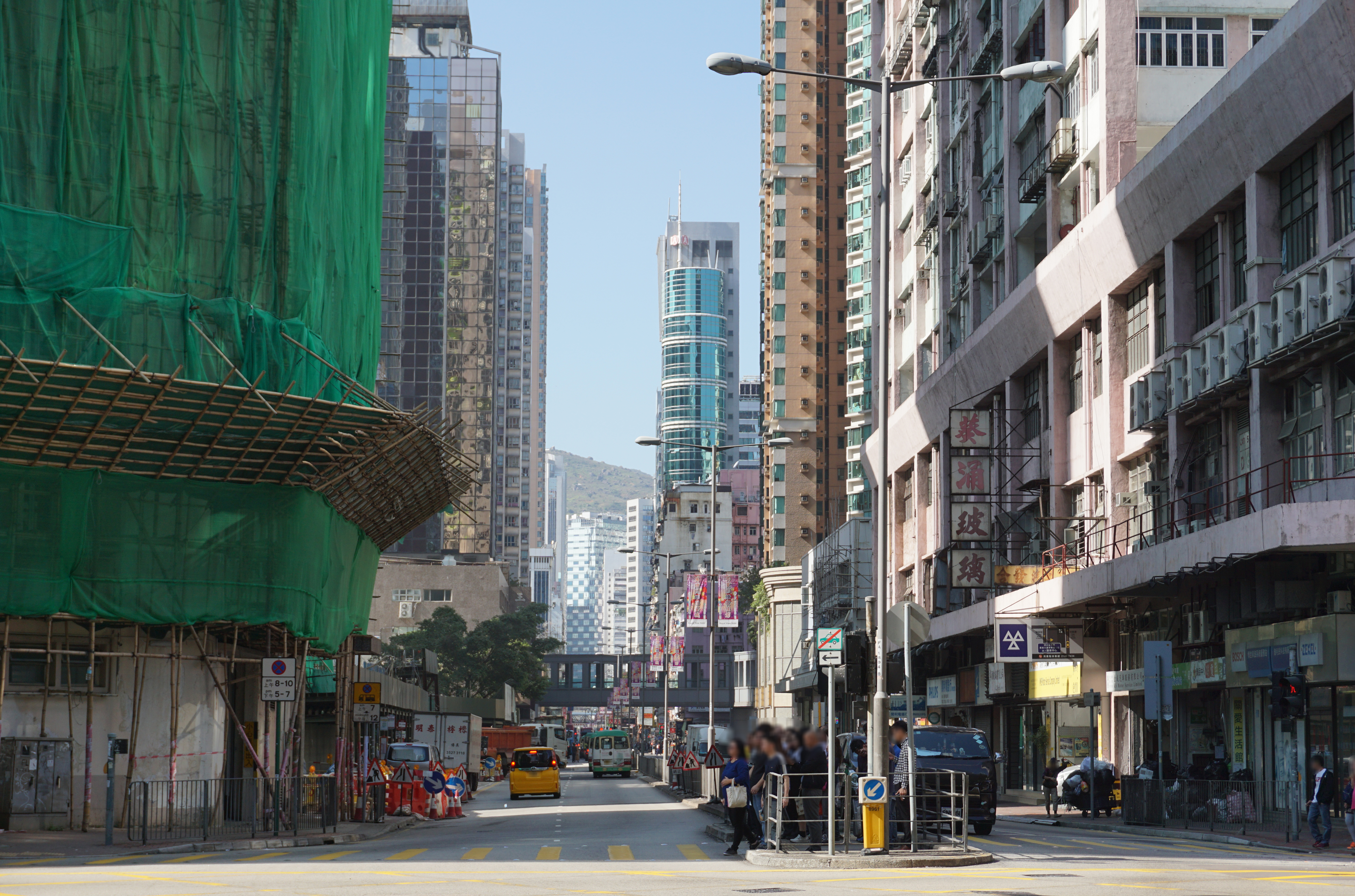
沙咀道
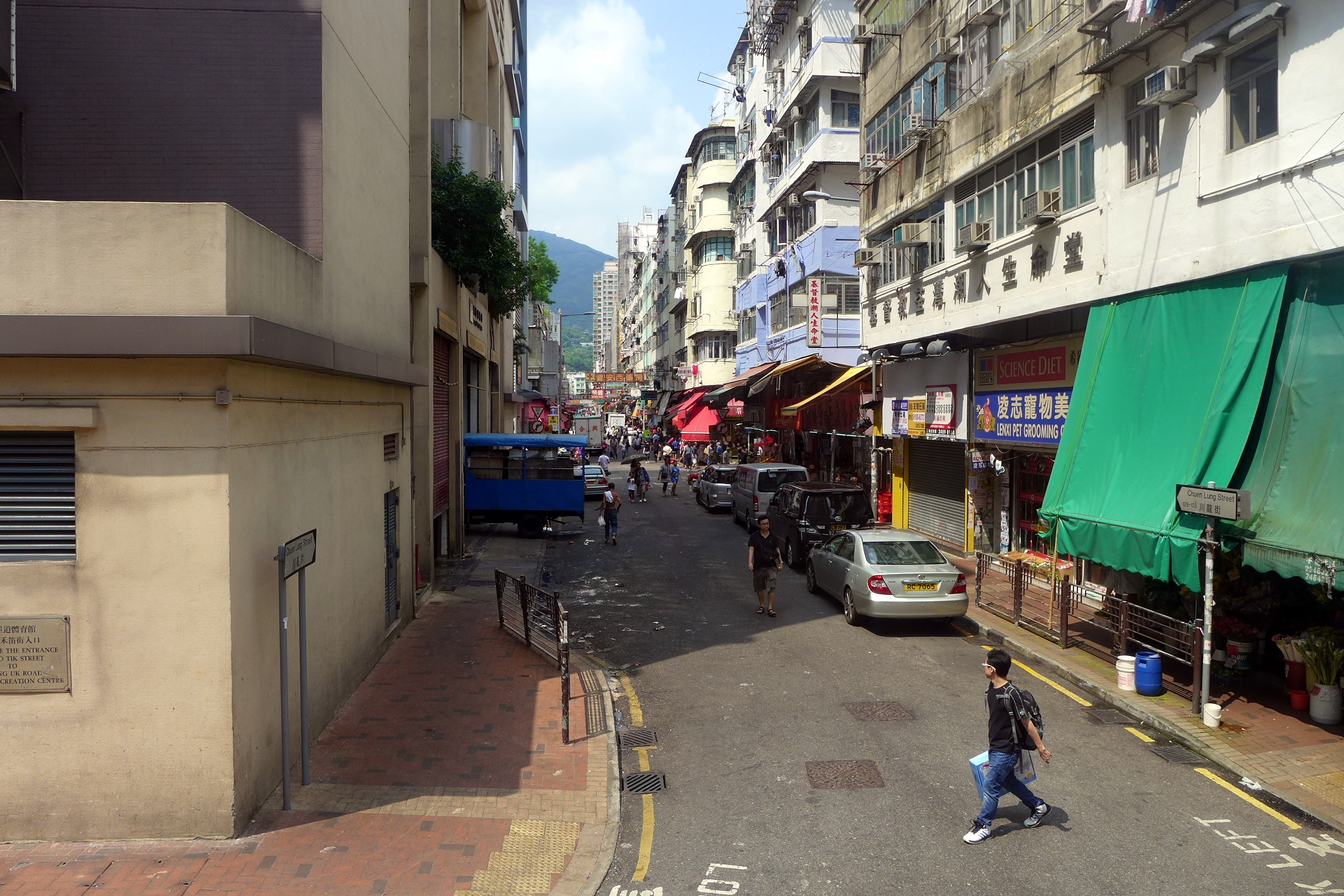
接通楊屋道後的川龍街
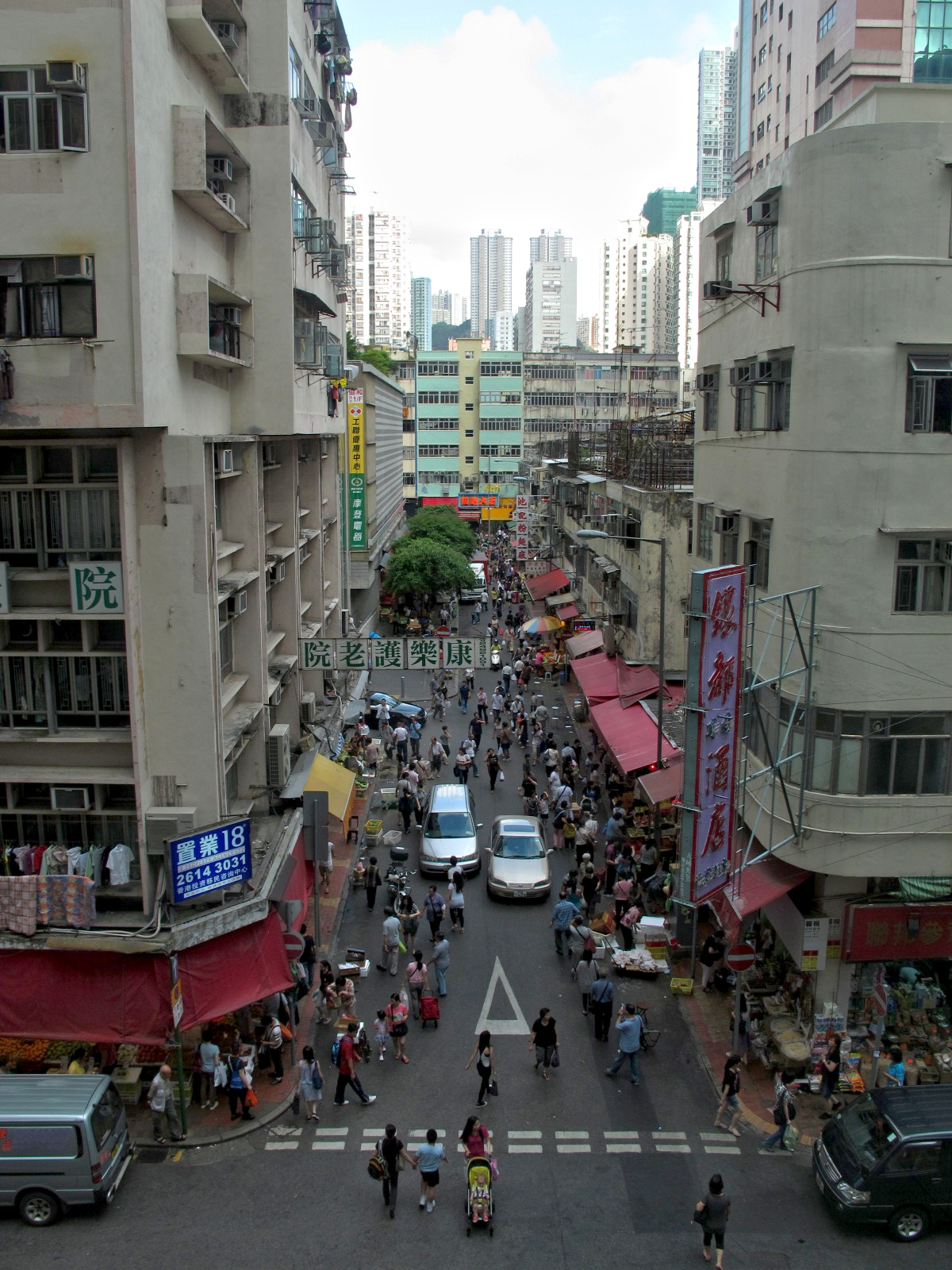
現存一段新村街
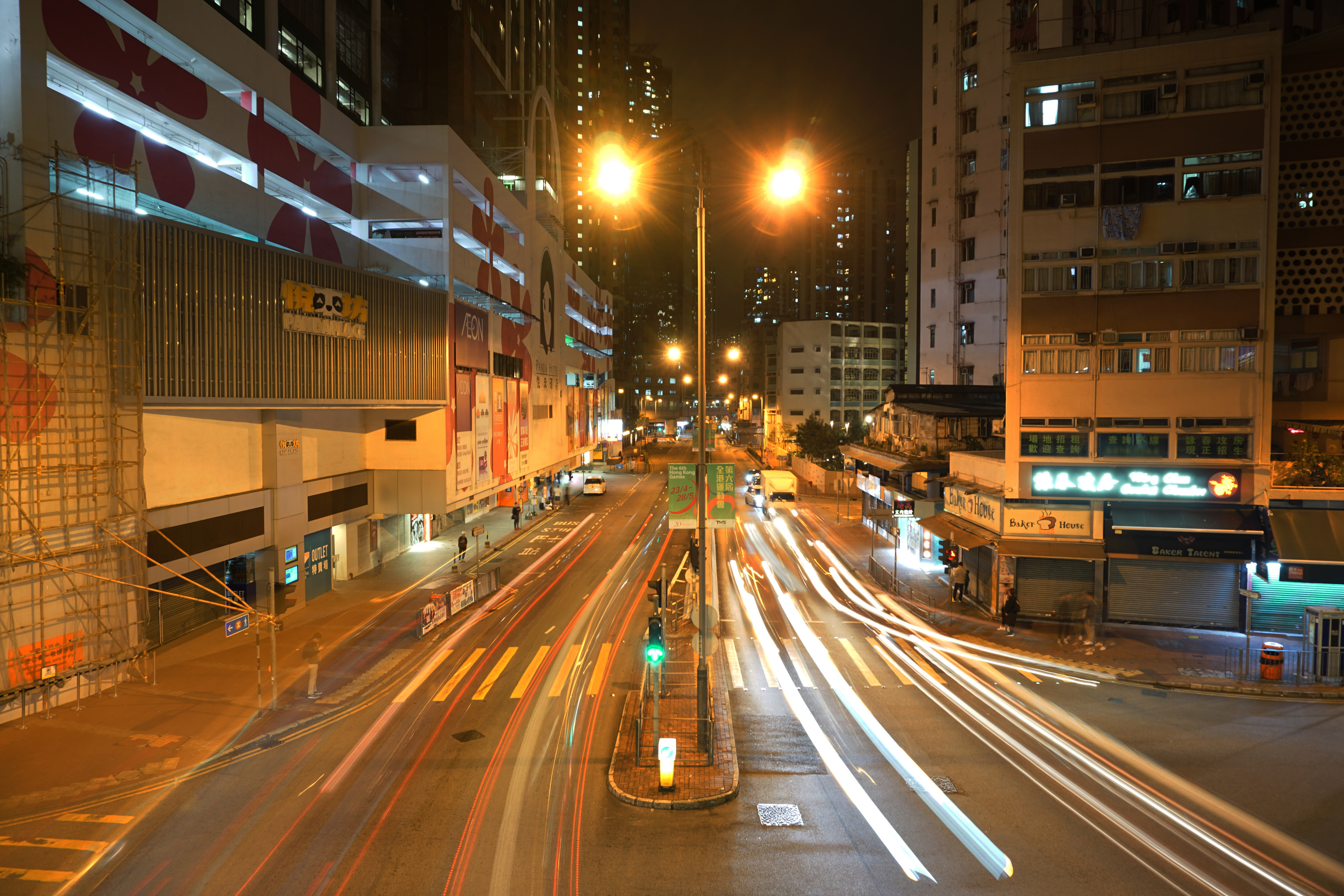
青山公路望向關門口街

| 地區   | 街道名稱 | 引用地名／村名 | 地名／村名描述             | 備註 |
| ------ | -------- | -------------- | -------------------------- | --- |
| 荃灣西 | 大涌道   | 大涌           | 曹公潭下游一帶             | 原為曹公潭西側一道路，連接青山公路及柴灣角街，與香車街隔河相望；1990年代，曹公潭被鋪上鋼板，從此改為暗渠，橋面則開闢為新的大涌道。 |
| 荃灣西 | 白田壩街 | 白田壩         | 現美環街一帶               | 柴灣角工業區主要道路。 |
| 荃灣西 | 柴灣角街 | 柴灣角         |                            | 柴灣角工業區主要道路。 |
| 荃灣西 | 半山街   | 半山村         | 麗城花園二期對上山坡       | 柴灣角工業區主要道路。 |
| 荃灣西 | 海壩街   | 海壩           | 現德華公園                 | |
| 荃灣西 | 曹公街   | 曹公潭         |                            | |
| 荃灣西 | 曹公坊   | 曹公潭         |                            | |
| 荃灣西 | 香車街   | 香車村         | 曹公潭下游一帶             | |
| 荃灣西 | 芙蓉街   | 芙蓉山         |                            | |
| 荃灣西 | 大壩街   | 大壩           | 不詳                       | |
| 荃灣西 | 圓墩圍   | 圓墩           |                            | |
| 荃灣中 | 大河道   | 大河瀝         | 三疊潭下游                 | 最初其南面盡頭止於楊屋道；1983年起延長至荃灣運輸大樓；2000年代再因九廣西鐵工程延長至荃灣西站。                                     |
| 荃灣中 | 大屋街   | 大屋圍         | 現協和廣場                 | 唯一以荃灣新市鎮中建築命名的街道。                                                                                                 |
| 荃灣中 | 川龍街   | 川龍           |                            | 其南端原為掘頭路，2011年因應楊屋道擴闊工程而接通楊屋道。                                                                           |
| 荃灣中 | 沙咀道   | 沙咀           | 現雅麗珊社區中心一帶       | 其西面盡頭原止於青山公路；2000年代，沙咀道被延長並興建一行車天橋橫跨青山公路與荃景圍連接。                                         |
| 荃灣中 | 楊屋道   | 楊屋           | 即沙咀                     | |
| 荃灣中 | 禾笛街   | 禾笛壩         | 現麗城花園第三期一帶       | |
| 荃灣中 | 西樓街   | 西樓角         | 現綠楊新邨                 | 原為一條始於禾笛街、止於大河道前轉向連接新村街和河背街的內街；2000年代因應「荃灣七街重建項目」而消失，現為荃新天地一部分。         |
| 荃灣中 | 新村街   | 新村           |                            | 其西端原止於大河道前轉向與西樓街連接；2000年代因應「荃灣七街重建項目」而縮短至禾笛街。                                             |
| 荃灣中 | 河背街   | 河背           | 現路德圍                   | 其西端原止於大河道前轉向與西樓街連接；2000年代因應「荃灣七街重建項目」而縮短至禾笛街。                                             |
| 荃灣中 | 大陂坊   | 二陂圳         | 現石圍角邨                 | |
| 荃灣中 | 二陂坊   | 二陂圳         | 現石圍角邨                 | |
| 荃灣中 | 三陂坊   | 二陂圳         | 現石圍角邨                 | |
| 荃灣中 | 四陂坊   | 二陂圳         | 現石圍角邨                 | |
| 荃灣中 | 鱟地坊   | 鱟地           | 現柴灣角山谷               | |
| 荃灣中 | 鹹田街   | 鹹田           | 現荃灣考評局一帶           | |
| 荃灣東 | 關門口街 | 關門口         | 現仁濟醫院                 | |
| 荃灣東 | 古坑道   | 古坑           | 現木棉下村之下一段象鼻山路 | 德士古工業區主要道路。 |
| 荃灣東 | 馬頭壩道 | 馬頭壩         | 現荃灣站                   | 德士古工業區主要道路。 |
| 荃灣東 | 橫窩仔街 | 橫窩仔         | 不詳                       | 德士古工業區主要道路。 |
| 荃灣東 | 灰窰角街 | 灰窰角         | 不詳                       | 德士古工業區主要道路。 |
| 荃灣東 | 馬角街   | 馬角山         | 現荃灣華人永遠墳場         | 德士古工業區主要道路。 |
| 荃灣東 | 馬角里   | 馬角山         | 現荃灣華人永遠墳場         | 德士古工業區主要道路。 |
| 荃灣東 | 橫龍街   | 橫龍           | 川龍附近                   | 德士古工業區主要道路。 |

- 沙咀道
- 接通楊屋道後的川龍街
- 現存一段新村街
- 青山公路望向關門口街

## 飲食
荃灣的飲食發展歷史悠久，種類繁多，各式經營於地舖的食店時常為多方媒體所報導，當中幾個較熱門的區域／地點包括：
- 路德圍（包括運通街、安榮街、荃興徑至海壩街一帶）的小食店、甜品店、米線及各式泰／越／川味餐廳
- 四個陂坊（大陂坊、二陂坊、三陂坊及四陂坊）內的潮州菜（打冷）及各式火鍋（如雞煲火鍋）
- 戴麟趾夫人分科診所背後鄰近鱟地坊以台灣夜市為藍本發展的「士林食街」
- 香車街街市熟食中心的小炒及海鮮菜館

除地舖的食店外，各大購物商場的連鎖經營食店亦時常吸引不少人流：如大鴻輝（荃灣）中心的各式韓式燒烤及火鍋店，輪候升降機的食客往往擠得商場地下大堂水洩不通。

## 醫療
- 仁濟醫院，荃灣區的小型慈善醫院，設有24小時急症室。
- 香港港安醫院－荃灣，荃灣區私立醫院，也設有24小時急症室服務
- 戴麟趾夫人普通科門診診所
- 仁濟醫院全科診所

## 寺廟
荃灣近芙蓉山南麓一帶地方幽靜，背靠香港最高的大帽山，風水甚佳，故有不少寺廟臨立。特別是20世紀初，當時不少道人、法師為躲避戰禍來到香港，一部份便在此帶開宗建寺。其中大部分寺廟集中在荃灣老圍附近的千佛山。

## 社區問題

### 海旁臭味問題
根據荃灣區議會文件顯示，荃灣西海旁有3個雨水暗渠排水口，分佈荃灣麗城花園、荃灣碼頭及荃灣海濱公園對出，唯荃灣區內不少舊樓的污水渠駁錯，使海旁臭味困擾周邊居民多年。區議員指區議會已通過動議，並已列入工務工程，惟非優先處理項目，排隊多年，遲遲未能落實。
渠務署發言人回覆指，荃灣區四個旱季截流器工程（即將目前4條排水道污水接駁至污水處理廠）的工務工程項目已獲撥款進行勘測及設計，在聘請顧問、勘測及設計完成後，已於2015年底開展工程。

### 頗嚴重的飛機噪音問題
由於香港國際機場的二號跑道（北跑道）剛好指向荃灣，所以當有飛機在汀九、柴灣角、荃景圍、油柑頭，以及荃灣以西一帶的上空經過（通常每2至3分鐘左右便有一架飛機掠過，準備降落北跑道）的時候，會為當地居民帶來噪音污染。有居民還因此睡眠不太充足，並囑咐人們遷居選擇樓盤時要精打細算，否則就會影響生活質素。

## 屏風樓爭議及未來發展
在80年代起，荃灣開始出現屏風樓效應。當時建築密集且高達30層以上的海濱花園使區內空氣出現不流通情況。而2000年代規劃的九廣西鐵(現為屯馬線)荃灣西站上蓋物業發展項目鄰近海邊，而該項目自2008年起被地區人士批評會形成屏風樓效應。時任發展局局長林鄭月娥書面回應表示該項目的代理人港鐵已委託獨立顧問公司評估，結果顯示，在空氣流通及景觀通透度方面均有改善；在善用土地滿足房屋需求和把項目盡早發展的大前提下，已無空間作進一步的修訂。
不過荃灣區議會曾經「先行先試」，於2011年自資拜托香港科技大學，為整個荃灣區將來樓宇開展停止風洞測試研討。經過數據證明，發現荃灣西站上蓋物業發展項目將會令荃灣空氣質素更為惡化，並嚴重影響荃灣社區的景觀。但政府最終沒有理會區議會以至地區人士反對聲音，如期讓項目的代理人港鐵為物業發展項目進行招標工作。
該四個項目（環宇海灣、柏傲灣、海之戀及全·城滙）分別於2015年至2019年期間落成後，連同海濱花園及海灣花園形成一列屏風樓，對區內的光線及規劃佈局造成破壞。
因應多項維港兩岸的大型基建工程陸續完成，《預算案》建議推動優化海濱項目，預留60億元發展新的海濱長廊及休憩空間，以改善海濱設施。據悉，是次優化海濱的重點項目包括6個港島海濱、2個啟德海濱及荃灣海濱空間。
另外城市規劃委員會於2021年2月26日宣布修訂荃灣分區計劃大綱核准圖，修訂項目主要涉及改劃數幅用地作房屋發展，包括把兩幅位於油柑頭村附近及寶豐台的「綠化地帶」用地分別改劃為「住宅（乙類）6」及「住宅（乙類）7」地帶；把象山邨附近的用地主要由「住宅（甲類）」地帶改劃為「住宅（甲類）20」地帶；以及把一幅位於國瑞路以南的用地由「政府、機構或社區」地帶改劃為「住宅（甲類）21」地帶，修訂項目亦包括改劃一幅位於顯達路已獲城規會轄下的都會規劃小組委員會按第12A條核准改劃建議作房屋發展的用地，以及改劃六幅「綜合發展區」用地以反映現有用途。

## 區議會議席分佈
為方便比較，以下列表以香港九號幹線荃灣段（即屯門公路柴灣角出入口經青山公路－荃灣段、象鼻山路）、荃錦交匯處、德士古道至海岸線所包圍的地區為範圍。
| 年度/範圍                                                            | 2000-2003            | 2004-2007            | 2008-2011            | 2012-2015            | 2016-2019                        | 2020-2023                        | 2024-2027                  |
| -------------------------------------------------------------------- | -------------------- | -------------------- | -------------------- | -------------------- | -------------------------------- | -------------------------------- | -------------------------- |
| 青山公路－荃灣段以南、大涌道以西（即柴灣角工業區）                   | 麗興選區             | 麗興選區             | 麗興選區             | 麗興選區             | 荃灣西選區                       | 荃灣西選區                       | 荃灣西北選區               |
| 大涌道以東、青山公路－荃灣段、西樓角路以南、大河道以西               | 祈德尊選區及福來選區 | 祈德尊選區及福來選區 | 祈德尊選區及福來選區 | 祈德尊選區及福來選區 | 祈德尊選區及福來選區             | 祈德尊選區及福來選區             | 荃灣西北選區及荃灣東南選區 |
| 大河道以東、荃錦交匯處、德士古道以西、青山公路－荃灣段、西樓角路以北 | 綠楊選區             | 綠楊選區             | 綠楊選區             | 綠楊選區             | 綠楊選區                         | 綠楊選區                         | 荃灣東南選區               |
| 大河道以東、西樓角路、青山公路－荃灣段以南、德士古道以西、荃灣路以北 | 德華選區及楊屋道選區 | 德華選區及楊屋道選區 | 德華選區及楊屋道選區 | 德華選區及楊屋道選區 | 德華選區、楊屋道選區及荃灣西選區 | 德華選區、楊屋道選區及荃灣南選區 | 荃灣東南選區               |
| 德士古道以南、荃灣路以西                                             | 海濱選區             | 海濱選區             | 海濱選區             | 海濱選區             | 海濱選區                         | 海濱選區                         | 荃灣東南選區               |

註：以上主要範圍尚有其他細微調整（包括編號），請參閱有關區議會選舉選區分界地圖及條目。